# Casa Hacienda Punchauca
La Casa Hacienda Punchauca se encuentra en el distrito de Carabayllo a la altura del km. 25.5 de la carretera a Canta. Es una construcción virreinal construida sobre una huaca llamada Punchau.
Es la hacienda más antigua del Perú, posee un sistema estructural de muros portantes, techo plano horizontal hechos de un cimiento de piedra y cal como un sobre cimiento de ladrillo que contiene muros de adobe, donde se accede a través de escalera a dos tramos que convergen en el centro de la galería techada, ya que se divide en tres ambientes: 
La capilla cubierta por bóveda de cañón, el salón de sesiones y una sala anexa. El edificio es de estilo neoclásico, en el que destacan las columnas lisas que anteceden al salón principal, la sacristía, las habitaciones y la capilla que se está deteriorando rápidamente.
La hacienda posee un estilo neoclásico, en el que destacan unas columnas lisas que anticipan al salón principal, la sacristía, las habitaciones y la capilla. Actualmente está muy deteriorada, ocasionado por los pobladores, ya que el factor principal es la falta de cuidado.

## Historia

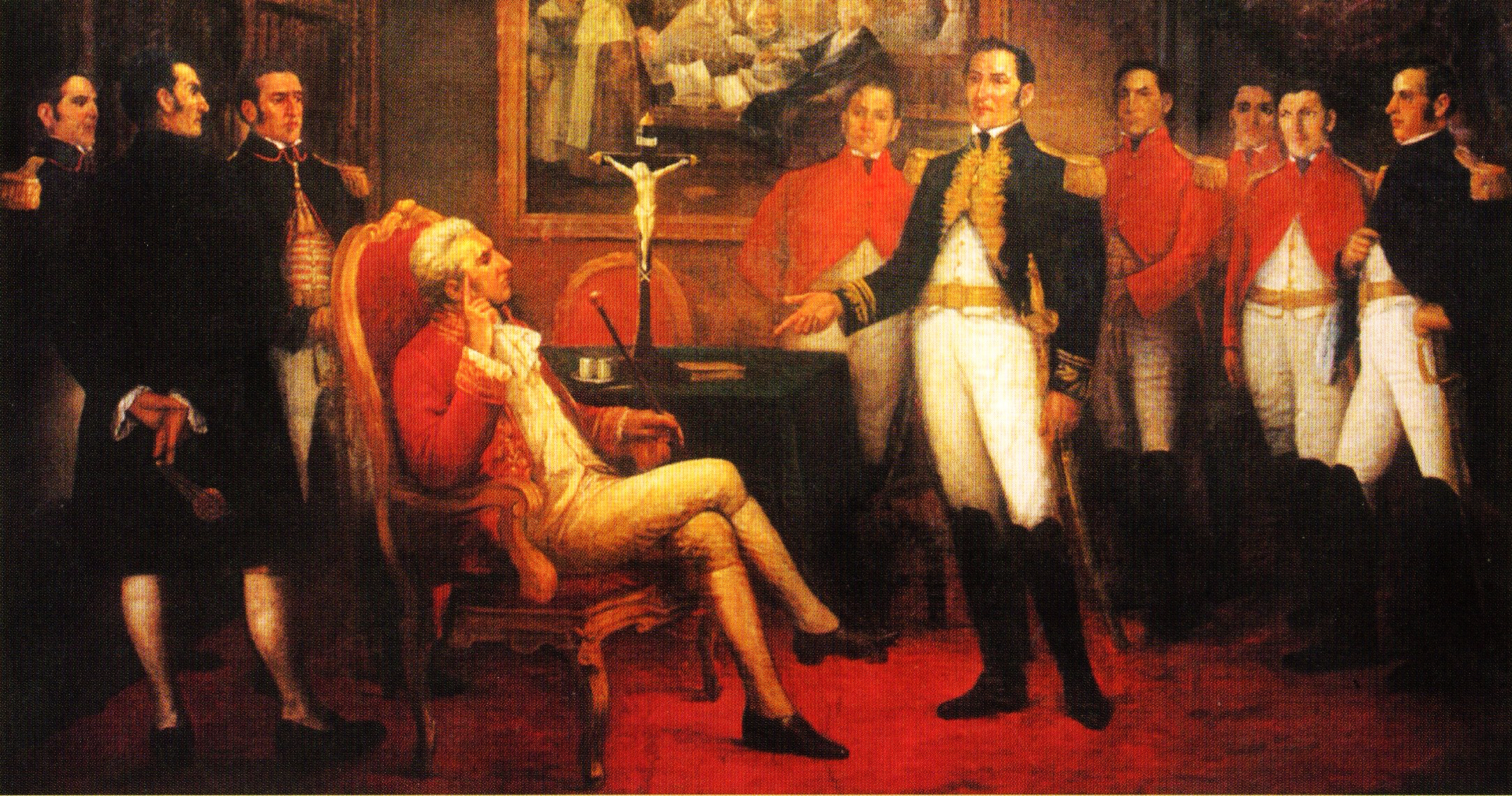
Óleo de Juan Lepiani que representa la entrevista de Punchauca, entre el virrey del Perú José de la Serna y el Libertador José de San Martín.

El 2 de junio de 1821 fue escenario de las negociaciones de paz entre patriotas y realistas en el cual se encontraba el general Don José de San Martín y el virrey José la Serna por la independencia del Perú.

## Galería

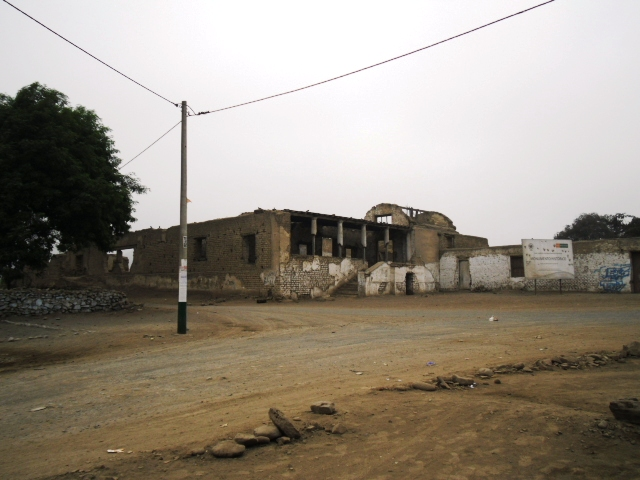
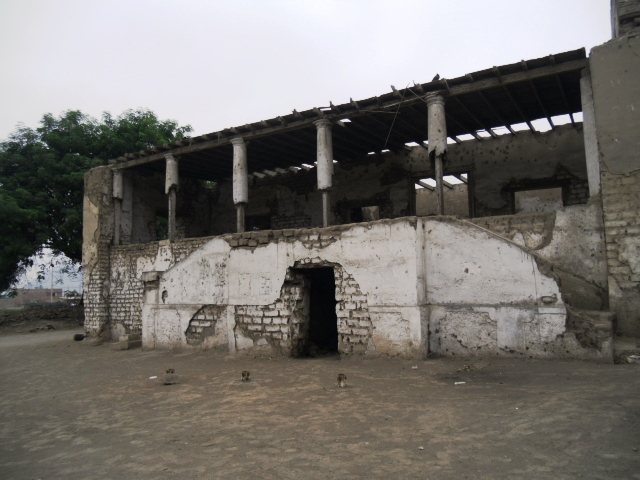
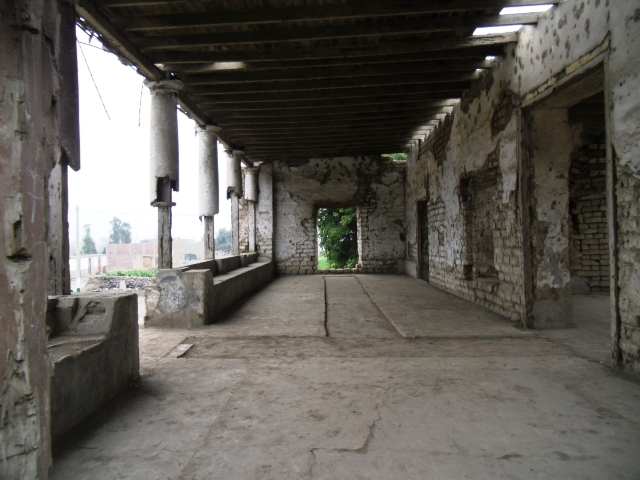